# Smučišče Straža
Smučišče Straža je majhno blejsko smučišče, ki se nahaja na griču nad jugovzhodno obalo Blejskega jezera. V poletnih mesecih je na njem urejena umetna drča za sankanje.